# Matemágico
Matemágico é um termo utilizado para se referir a um matemático que também é um mágico. Acredita-se que o termo em inglês - "mathemagic" - tenha sido cunhado por Royal Vale Heath em seu livro de 1933 "Mathemagic". O Matemágico utiliza-se da magia e do ilusionismo baseados em propriedades/lógicas matemáticas para enganar o espectador enquanto o entretém.
O termo "matemágico" foi provavelmente aplicado pela primeira vez a Martin Gardner, mas desde então tem sido usado para descrever muitos matemáticos/mágicos, incluindo Arthur T. Benjamin, Persi Diaconis, e Colm Mulcahy. Diaconis sugeriu que a razão de tantos matemáticos serem também mágicos é que "inventar um truque de mágica e inventar um teorema são atividades muito semelhantes".
Matemágico é um neologismo, especificamente um portmanteau, que combina as palavras matemático e mágico. Um grande número de truques de mentalismo que funcionam por conta própria se baseiam em princípios matemáticos. Max Maven frequentemente utiliza esse tipo de magia em sua performance.
"The Mathemagician" é o nome de um personagem do livro infantil de Norton Juster, "The Phantom Tollbooth", de 1961. Ele é o governante de Digitopolis, o reino da matemática.

## Matemágicos Notáveis
- Matt Baker[6]
- Arthur T. Benjamin
- Jin Akiyama
- Persi Diaconis
- Richard Feynman
- Karl Fulves
- Martin Gardner
- Ronald Graham
- Royal Vale Heath
- Colm Mulcahy
- Raymond Smullyan
- Bernard Meulenbroek[7]
- Tori Noquez[8]